# Erik Afzelius
Erik Afzelius, född 19 maj 1740 i Bällefors, död 27 september 1795 i Mariestad, var en svensk präst och riksdagsman.
Han var son till prästen Erik Afzelius (1698-1762) och Maria Kristina Noring (1700-1768) samt från 1776 gift med Kristina Margareta Victorin (1754-1820), och far till professor Anders Erik Afzelius och bruksmedicus Carl Johan Afzelius (1780-1821).
Afzelius var lektor i filosofi 1775-1779, präst i Forshem 1779-1791 samt kyrkoherde och kontraktsprost i Mariestad fram till sin död. Som riksdagsman för prästetåndet medverkade han vid riksdagarna 1786, 1789 och 1792.